# 扎尕那
34°14′15″N 103°11′21″E / 34.23750°N 103.18917°E
扎尕那，位於中國甘肅省甘南藏族自治州迭部縣的一個村落，以景色悠美而聞名。
1925年夏天，曾经在美国《国家地理》杂志发表有关照片和文章，为希尔顿创作《消失的地平线》勾画香格里拉胜镜提供了难得的素材的伟大探险家约瑟夫·洛克在迭部采集植物，他写道：“靠山边栖息着一座寺院叫拉桑寺，在它下面是迭部人的村庄，房子挨着房子，还有小麦和青稞的梯田，在所有这些的后面，就是巨大的石灰岩山，郁郁葱葱的云杉和冷杉布满峡谷和坡地。” 
作为第一个到甘南境内进行探险，第一个在迭部境内采集动植物标本、绘制地图的西方人，扎尕那无疑给他留下了深刻的印象。他在日记中这样记录了他心中的天堂 “我平生未见如此绮丽的景色。如果《创世纪》的作者曾看见迭部的美景，将会把亚当和夏娃的诞生地放在这里。迭部这块地方让我震惊，广阔的森林就是一座植物学博物馆，绝对是一块处女地。它将会成为热爱大自然的人们和所有观光者的胜地